# Octavius
L'Octavius (in italiano Ottavio) è un dialogo di natura apologetica scritto dall'autore cristiano Marco Minucio Felice intorno al 197.

## Trama
Il dialogo dell'Octavius si svolge sul lido di Ostia fra tre personaggi: il pagano Cecilio Natale, il cristiano Ottavio (da qui il titolo dell'opera) e Minucio stesso. Ottavio rimprovera aspramente Cecilio per un gesto di adorazione ad una statua del dio Serapide e Cecilio propone di esporre le reciproche ragioni e di nominare Minucio giudice della controversia.
Cecilio utilizza gli scritti di Cicerone, Marco Terenzio Varrone, Seneca e Platone (mediato da autori più recenti). In particolare, cita frequentemente il terzo libro del De natura deorum. Assumendo un atteggiamento scettico e negatore della Divina provvidenza, propone un'adesione fedele, anche se non convinta, alle tradizioni cultuali prescritte dalle leggi dell'impero per reagire alle calamità dei tempi presenti. Ottavio confuta la contrapposizione fra sapienza filosofica e fede cristiana, affermando che il Cristianesimo è sapienza alla portata di tutti. Essendo rivolta ai pagani, l'opera si limita a menzionare una sola volta Gesù, evitando i riferimenti ai dogmi della fede, con un unico accenno alla resurrezione finale.
Minucio non esprimerà alcun giudizio perché non ce ne sarà bisogno: dopo le due orazioni (quella di Cecilio contro il Cristianesimo e quella di Ottavio in suo favore e contro il Paganesimo), infatti Cecilio si rende conto della pochezza e della falsità della sua tesi, ammettendo di buon grado la sconfitta.
Alla fine dei dialogo, i tre protagonisti si congedano felici e sorridenti:
(Octavius, Parte V, XL.)

## Considerazioni sull'opera
Gli argomenti discussi sono quelli che compaiono in tutti gli apologeti, compreso Tertulliano: il monoteismo è preferibile, anche razionalmente, al politeismo; i Cristiani non sono colpevoli dei misfatti di cui sono calunniosamente accusati dai pagani; se i pagani comprendessero le istanze di pace e di amore del Cristianesimo non lo avverserebbero, anzi si convertirebbero subito.
Minucio è scrittore fine e delicato perché fonda la sua argomentazione sulla logica e sulla amabile conversazione. Egli si rivolge ai pagani colti, per convertirli, e cita con abbondanza scrittori classici, astenendosi invece dai riferimenti della Bibbia.

## Elaborazione letteraria
La discussione, nel dialogo, si svolge con serenità e dignità. Molta attenzione è riservata all'aspetto letterario e all'elaborazione formale: Cicerone e Seneca sono dei modelli sempre presenti nella costruzione del periodo. Alcune scene della cornice che inquadra il dialogo sono pezzi di bravura giustamente apprezzati, come la famose descrizione dei ragazzi che giocano sulla spiaggia facendo rimbalzare sull'acqua dei sassi piatti, la passeggiata sull'estremo lembo di sabbia bagnato dalle onde, la soglia sulla scogliera dove i protagonisti si siedono a parlare nella fresca mattina d'autunno, la conclusione con i tre amici che si salutano contenti della discussione, e felici di aver appianato le divergenze (infatti Minucio Felice e Ottavio riescono a convertire Cecilio al Cristianesimo).
Stile ed argomentazioni classici rivelano un tentativo di instaurare un dialogo con il Paganesimo; Minucio tende piuttosto a conciliare la concezione classica e il messaggio cristiano. Tuttavia i suoi ragionamenti pacati e l'abile conduzione del dialogo non nascondono la decisa condanna della carnalità e del materialismo religioso dei Romani, accusati di sostanziale indifferenza e scetticismo di fronte ai grandi problemi del rapporto uomo-Dio.